# باخت (إلهة)
باخت ، و يعني اسمها باللغة المصرية القديمة : من تخدش بأظافرها، كانت في الديانة المصرية القديمة إلهة للحرب على هيئة اللبؤة.

## الأصل والميثولوجيا
ومن المرجح أن تكون باخت إلهة محلية على شكل اللبؤة، «إلهة فم وادي» كما كانت تلقب، وهذا الاسم مرتبط باللبؤات التي تصيد في وادي النيل ، بالقرب من المياه قرب حدود الصحراء. و من ألقابها الأخرى كذلك « من تفتح الطربق أمام الأمطار العاصفة» ، والذي ربما متعلق بالسيول في الوادي الضيق، التي تحدث نتيجة العواصف في هذه المنطقة، وقد ظهرت باخت في سلسلة نسب الآلهة المصرية خلال عصر الدولة الوسطى، كما هو الحال مع باستت وسخمت، و ترتبط باخت بالإلهة حتحور، و بالتالي، فهي إلهة للشمس كذلك، وترتدي قرص الشمس كجزء من تاجها.
و قد قيل ذلك في النصوص القديمة أنه بدلا من كونها حامية محلية بسيط ضد الكائنات السامة أو محاربة شرسة كانت صيادة، ربما بطريقة تشبه الوشق، الذي يتجول في الصحراء وحده في الليل باحثاً عن فريسة، ولذلك فقد تم تلقيبها بـ «صيادة الليل ذات العين الحادة والمخالب المسننة». أدى هذا الجانب الصحراوي من مفهوم هذه الإلهة لجعلها مرتبطة مع العواصف الصحراوية، كما كان الحال مع الإلهة سخمت. كما أنها كانت تكون حامية للأمومة، كما كان الحال مع الإلهة باستت.
و في الفن، كانت تصور كامرأة برأس سنور أو كسنور كامل الجسد وغالبا ما كانت تصور أثناء قتلها للثعابين بمخالبها الحادة. الطبيعة الدقيقة للسنور الممثل لها أو لرأسها تنوعت بين القط الصحراوي ، الذي كان أكثر مماثلة لباستت، أو الوشق، الذي كان يشبه الإلهة سخمت.

## معبدها في المنيا
كان المعبد الأكثر شهرة لباخت مبني تحت الأرض كمزار كهفي، وقد بنته الملكة حتشبسوت قرب مدينة المنيا، بين القبور التسعة والثلاثين لحكام الدولة الوسطى للمقاطعة 16 من مقاطعات الوجه القبلي (مقاطعة الغزال/ الوعل)، الذين حكموا من مدينة حبنو عاصمة المقاطعة، في منطقة يوجد بها العديد من المحاجر في مصر الوسطى على الضفة الشرقية لنهر النيل. و قد كان وضع المقابر على الضفة الشرقية للنيل شيئاً غير تقليدي في مصر القديمة (كان الغرب هو المكان الطبيعي)، ولكن التضاريس إلى الغرب من هذا المكان كانت أكثر صعوبة لحفر المقابر. و هناك معبد أقدم من هذا المعبد ومكانه معروف لكنه لم ينجُ عبر الزمن. ومن المعروف أن الملكة حتشبسوت قد أعادت بناء المعابد في هذه المنطقة التي تضررت بفعل الغزاة الهكسوس.
و قد تم عمل حفريات أثرية في سراديب الموتى المميزة في هذه المنطقة. و تم العثور على أعداد كبيرة من القطط المحنطة دفنت هناك. ويعتقد الكثيرون أنه قد تم جلبها من مسافات بعيدة لتدفن في مراسم خاصة خلال الطقوس الدينية في مركز عبادة هذه الإلهة. بعض المراجع ربط هذا آلهة كما باخت ورت حكاو، (مع الإلهة ورت حكاو عظيمة السحر)، و مما يدل على ارتباط مع إلهات مثل حتحور أو إيزيس. لقب آخر لها وهو حورس باحت. و ان وجود العديد من الصقور المحنطة في الموقع يعزز الارتباط بحتحور الذي كان مرضعة الإله حورس الذي يمثله طائر الصقر و كان يمثل هو نفسه الملك والشمس.
قادت طبيعة الصيد فيها الإغريق الذين احتلوا لاحقا مصر لمدة حوالي ثلاث قرون، لتوحيدها مع الإلهة أرتميس. ونتيجة لذلك، أصبح هذا المعبد تحت الأرض معروفة لهم باسم سيبيوس أرتميدوس أي مغارة أرتميس، وهو الاسم الذي لا يزال مشهوراً على الرغم من أرتميس ليست آلهة مصرية. فقد حاول الإغريق تحقيق مواءمة بين الآلهة المصرية والآلهة الإغريقية، مع الحفاظ على تقاليد الديانة المصرية. وفي وقت لاحق، تم احتلال مصر على يد الرومان، بعد عام 30 ق.م، واحتفظت العديد من الأماكن بأسمائها اليونانية حتى اليوم، وقد شغل المسيحيون وغيرها من الطوائف الدينية بعض الأجزاء من موقع المعبد خلال الفترة الرومانية، وقد ظهرت الأسماء العربية للمكان بعد القرن السابع الميلادي بعد دخول العرب غازين لمصر.
كما تم نسب معبد صغير في الجواز للإلهة باخت كذلك لحتشبسوت وابنتها نفرو رع، وكان هذا المعبد قد تم تشويهه من قبل الملوك اللاحقين. و تم الانتهاء من بنائه في عهد الاسكندر الثاني، ويسمى الآن سيبيوس بطن البقرة.

## تعويذة في نصوص التوابيت
ترجمة فولكنر من نصوص التوابيت المصرية القديمة، الفصل 470 :
يا أيها الفجر الذي يستيقظ وينام،
   يا أيها المنهكين الساكنين منذ الأزل في نديت،
   لقد ظهرت كباخت العظيمة،
   من عيناها يقظتان ومخالبها حادة،
   اللبؤة التي ترى وتصطاد في الليل ....